# Унион (женский футбольный клуб, Берлин)
«Унио́н» (нем. 1. Fußballclub Union Berlin e. V.) — немецкий женский футбольный клуб из Берлина, часть системы футбольного клуба «Унион». С сезона 2025/26 выступает в Бундеслиге.

## История

### 1969–1971. Создание женской команды
«Унион» был одним из первых футбольных клубов ГДР, у которого была женская секция. Уже в 1968 году молодые девушки, увлекавшиеся футболом, в основном, студентки из Кёпеника, собрались вместе, чтобы играть в футбол. 22 сентября 1969 года футболистки «Униона» получили спортивную форму и мячи и начали тренироваться на запасном поле. Впоследствии команду тренировали Бернд Мюллер и Бернд Фогель, выступавшие за мужскую команду «Униона». 17 января 1990 года команда сыграла первый товарищеский матч против юношеской команды «Униона», а в последующие месяцы также сыграла против команд из Берлина и Тангермюнде. Летом 1971 года футбольный союз ГДР включил женский футбол в разряд народных видов спорта. «Унион» как клуб высших спортивных достижений не имел права содержать любительскую женскую команду, из-за чего девушкам пришлось искать новый клуб. Женское отделение «Униона» перешло в «Кабельверк» (Обершпре).

### 1990–2023. Возвращение женской команды
В 1990 году клуб «Кабельверк» прекратил своё существование, а женская команда вернулась в «Унион». Женская команда «Униона» провела свой первый полный сезон в последнем сезоне женского футбольного чемпионата ГДР. Заняв восьмое место, они квалифицировались в новосозданную Оберлигу «Северо-Восток» (сегодня — Региональная лига «Северо-Восток»). Уже в следующем сезоне команда вылетела в Фербандслигу «Берлин» и вернулась в Региональную лигу лишь в 2001 году. В сезоне 2001/02 команда заняла предпоследнее место, но не вылетела благодаря повышению «Тенниса Боруссии Берлин». За этим последовали сезоны в середине таблицы. В 2005 году «Унион» завершил сезон на восьмом месте, опережая занявший девятое место «Кемницер» на 21 очко.
В сезоне 2006/07 команда вышла во Вторую Бундеслигу, которая была создана в 2004 году как подготовительный уровень перед Бундеслигой. В последнем туре «Унион» обыграл «Магдебург» и стал чемпионом Региональной лиги. В следующем сезоне клуб едва избежал вылета, но в 2008/09 уже не смог этого сделать и вернулся в Региональную лигу.
С 2009 года команда выступала в Региональной лиге и регулярно была кандидатом на вылет. Только с сезона 2012/13 команда вновь оказалась на лидирующих позициях. В 2014 году, заняв второе место, «Унион» вышел во Вторую Бундеслигу, поскольку чемпион «Айнтрахт Лейпциг-Зюд» отказался от повышения. Спустя год команда вновь вылетела из второй лиги. «Унион» компенсировал вылет чемпионством в первый же сезон и повторным выходом во Вторую Бундеслигу.
После одного сезона последовал повторный вылет. Благодаря победе над «Магдебургом» «Унион» стал чемпионом Региональной лиги в сезоне 2017/18, но, проиграв дублирующему составу «Эссена», уступил в плей-офф на повышение во Вторую Бундеслигу, в которой сократили количество участвующих команд. Спустя год «Унион» защитил титул чемпиона, но вновь уступил в плей-офф против «Андернах 99».

### С 2023. Профессиональный клуб
Перед сезоном 2023/24 женская команда стала профессиональной, все игроки получили соответствующие контракты. В том сезоне «Унион» выиграл все 29 матчей (22 матча в лиге, 5 в Кубке Берлина и 2 матча плей-офф на повышение), выйдя во Вторую Бундеслигу и Кубок Германии.
В 23 туре сезона 2024/25 был установлен рекорд посещаемости Второй Бундеслиги — 14047 зрителей, а также «Унион» вышел в Бундеслигу впервые в своей истории. В последнем туре «Унион» стал чемпионом Второй Бундеслиги, обыграв «Гютерсло 2009» со счётом 6:0 и побив собственный рекорд посещаемости — 20132 зрителя.

## Стадион

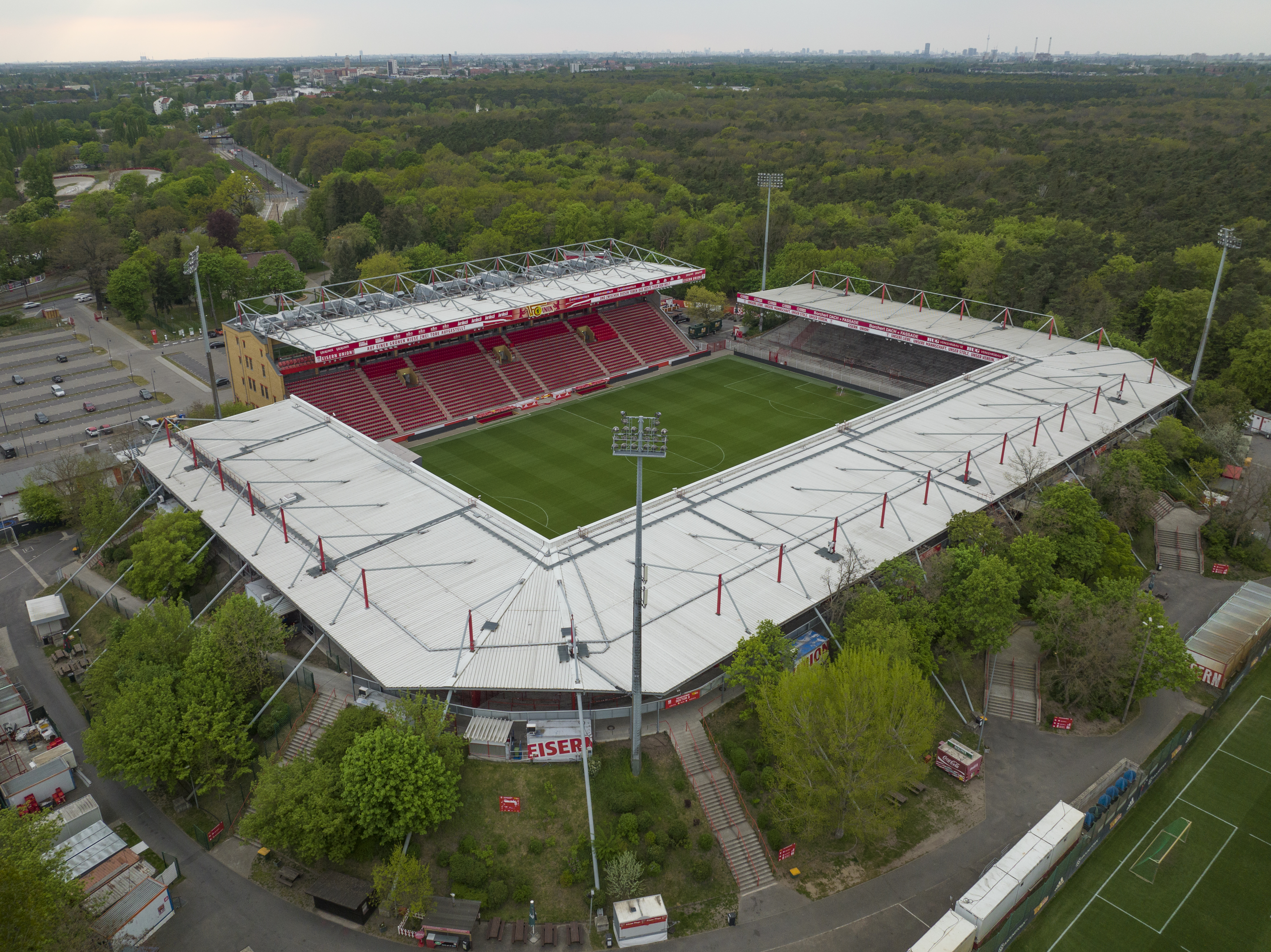
Стадион «Ан дер Альтен Фёрстерай»

До 2024 года женская команда «Униона» выступала на «Фриц-Леш-Шпортплаце» в Адлерсхофе. После выхода во Вторую Бундеслигу команда «переехала» на стадион мужской команды «Ан дер Альтен Фёрстерай».
В последнем туре сезона 2024/25 «Унион» установил рекорд посещаемости клуба и Второй Бундеслиги — 20132 зрителя. Средняя посещаемость в сезоне составила 7190 зрителей, что сделало «Унион» самой посещаемой женской футбольной командой Германии и одной из самых посещаемых в Европе в том сезоне.

## Текущий состав
| 1  | Флаг Германии  | Вр  | Кара Бёсль          | 1997 |  |  |  |  |  |
| 12 | Флаг Германии  | Вр  | Мелина Вагнер       | 2002 |  |  |  |  |  |
| 28 | Флаг Швейцарии | Вр  | Надин Бёхи          | 2003 |  |  |  |  |  |
| 30 | Флаг Германии  | Вр  | Сара Хорншу         | 1998 |  |  |  |  |  |
|    |                |     |                     |      |  |  |  |  |  |
| 2  | Флаг Германии  | Защ | Томке Шнайдер       | 2004 |  |  |  |  |  |
| 4  | Флаг Германии  | Защ | Анна Элинг          | 2001 |  |  |  |  |  |
| 5  | Флаг Германии  | Защ | Катя Оршман         | 1998 |  |  |  |  |  |
| 17 | Флаг Германии  | Защ | Юдит Штайнерт       | 1995 |  |  |  |  |  |
| 19 | Флаг Германии  | Защ | Саманта Штойервальд | 1998 |  |  |  |  |  |
| 21 | Флаг Германии  | Защ | Анна Вайс           | 1998 |  |  |  |  |  |
| 24 | Флаг Германии  | Защ | Фатма Шакар         | 1999 |  |  |  |  |  |
| 25 | Флаг Финляндии | Защ | Ида Хейккинен       | 2006 |  |  |  |  |  |
|    |                |     |                     |      |  |  |  |  |  |
| 6  | Флаг Германии  | ПЗ  | Селин Франк         | 1998 |  |  |  |  |  |

| 7  | Флаг Германии  | ПЗ  | Лиза Хайзелер (капитан) | 1998 |  |  |  |  |  |
| 8  | Флаг Словении  | ПЗ  | Корина Янеж             | 2004 |  |  |  |  |  |
| 20 | Флаг Германии  | ПЗ  | Леони Кёстер            | 2001 |  |  |  |  |  |
| 31 | Флаг Польши    | ПЗ  | Таня Паволек            | 1999 |  |  |  |  |  |
| 77 | Флаг Греции    | ПЗ  | Атанасия Мораиту        | 1997 |  |  |  |  |  |
|    |                |     |                         |      |  |  |  |  |  |
| 9  | Флаг Германии  | Нап | Софи Вайдауэр           | 2002 |  |  |  |  |  |
| 10 | Флаг Австрии   | Нап | Айлин Кэмпбелл          | 2000 |  |  |  |  |  |
| 11 | Флаг Германии  | Нап | Дина Оршман             | 1998 |  |  |  |  |  |
| 14 | Флаг Бельгии   | Нап | Анна Эрлингс            | 2003 |  |  |  |  |  |
| 16 | Флаг Финляндии | Нап | Элли Сейро              | 2005 |  |  |  |  |  |
| 23 | Флаг Германии  | Нап | Неле Бауэрайзен         | 2004 |  |  |  |  |  |
| 29 | Флаг Германии  | Нап | Антония Хальверкампс    | 2000 |  |  |  |  |  |
| 42 | Флаг Австрии   | Нап | Найка Райснер           | 2004 |  |  |  |  |  |

## Достижения
- Фербандслига Берлин
  - Чемпион: 2000/01

- Региональная лига «Юго-Запад»
  - Чемпион: 2006/07, 2013/14, 2015/16, 2023/24

- Вторая Бундеслига
  - Чемпион: 2024/25

- Кубок Берлина
  - Чемпион: 2005/06, 2006/07, 2013/14, 2015/16, 2018/19, 2023/24